# Ney (Familienname)
Ney ist ein Familienname, der, soweit er nicht auf den Ort Ney (Hunsrück) zurückgeht, sich aus dem ahd. Niwo / Niwi = neu / jung ableitet.

## Bekannte Namensträger

### A
- Adam Ney (1800–1879), deutscher Bildhauer
- Arthur Ney (1887–1963), deutsch-schweizerischer Komponist und Dirigent

### B
- Bertrand Ney (* 1955), luxemburgischer bildender Künstler

### C
- Camille Ney (1919–1984), luxemburgischer Politiker, Mitglied der Chamber und MdEP
- Carl Eduard Ney (1841–1915), deutscher Förster und Schriftsteller

### E
- Elisabet Ney (1833–1907), deutsch-amerikanische Bildhauerin
- Elly Ney (1882–1968), deutsche Pianistin
- Enrico Ney (* 1973), deutscher Handballtorwart
- Ernst Ney, deutscher Journalist

### G
- Gottfried Ney (1874–1952), deutscher Diplomat

### H
- Hans Ney (1924–2016), deutscher Heimatforscher
- Heinrich Louis Ney (* 1952), Schweizer Maler und Aktionskünstler
- Herbert Ney (* 1955), deutscher Fußballspieler
- Hermann Ney (* 1952), deutscher Informatiker
- Hubert Ney (1892–1984), konservativer Politiker (u. a. CDU) und Ministerpräsident des Saarlandes

### J
- Jenny Bürde-Ney (1824–1886), deutsche Sängerin
- Joey Ney (* 1992), deutscher Basketballspieler

### M
- Marcel Ney (1874–1928), Schweizer Statistiker
- Maria Ney (1890–1959), deutsche Kabarettistin
- Marie Ney (1895–1981), englische Charakterschauspielerin
- Martin Ney (Diplomat) (Martin C. Ney; * 1956), deutscher Diplomat
- Martin Ney (Serienmörder) (* 1970), deutscher Serienmörder und Pädokrimineller
- Michel Ney (1769–1815), Marschall Napoléons

### N
- Niklas Ney (* 1995), deutscher Basketballspieler
- Nico Ney (* 1956), Luxemburger Radsportler
- Norbert Ney (* 1951), deutscher Autor und Übersetzer

### P
- Peter E. Ney (* 1930), US-amerikanischer Mathematiker

### R
- Richard Ney (1916–2004), US-amerikanischer Schauspieler
- Robert Ney (* 1954), US-amerikanischer Politiker (Republikanische Partei)

### S
- Sylvio Ney (* 1977), deutscher Handballspieler